# Charles Rousseau

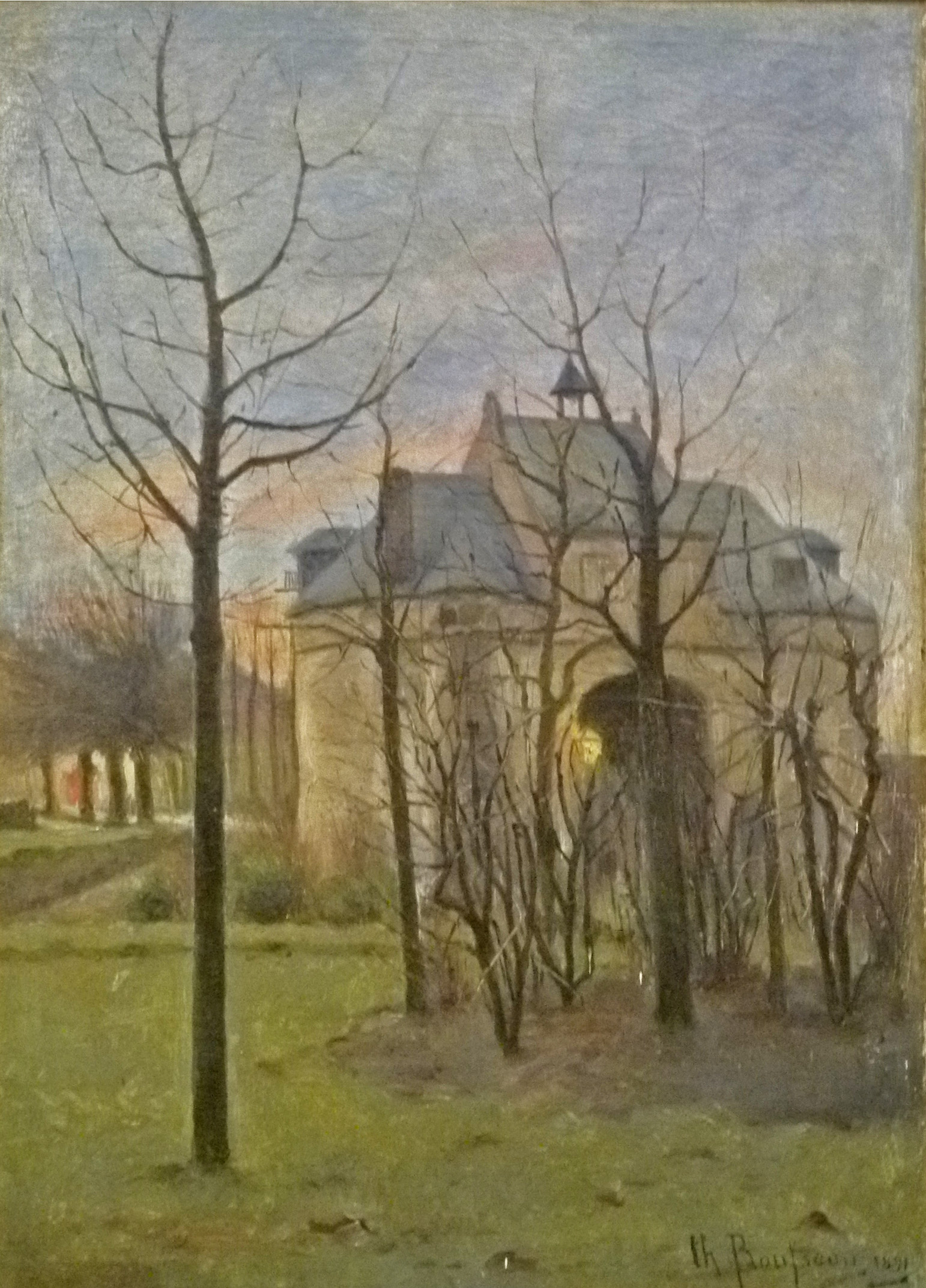
De Ezelpoort te Brugge

Charles Rousseau (Brugge, 6 september - 1862 – aldaar, 26 juni 1916) was een Belgisch kunstschilder, behorend tot de zogenaamde Brugse School.

## Levensloop
Zijn grootvader en vader waren allebei beeldhouwers en antiekhandelaars.
Hij kreeg zijn opleiding aan de Academie voor Schone Kunsten van Brugge, eerst in bouwkunde maar, op aandringen van Bruno van Hollebeke veranderde hij van richting en studeerde schilderkunst. Vervolgens studeerde hij nog aan de academie van Brussel bij Jan Portaels.  Hij werd  aangesteld als leraar aan de Brugse academie tussen 1894 en 1914.
Rousseau is gekend als portretschilder, historieschilder, genreschilder en architectuurschilder.
Zijn werken bevinden zich grotendeels in privébezit. Het Groeningemuseum van Brugge bezit van hem enkele schilderijen, o.a. "Samson en Delila" (1887) waarmee hij meedong voor de prijs Godecharle , "Binnenzicht" en een veelluik "Hulde aan de initiatiefnemers van de zeehaven van Brugge" (met 26 portretten). De Heilig Bloedkapel in Brugge bezit een geschilderde chronologische lijst van de bisschoppen van Brugge vanaf 1834.
Hij was de vader van Georges Rousseau, die behoorde tot de zogenaamde Brugse School.